# 篠原篤
篠原 篤（しのはら あつし、1983年2月1日 - ）は、日本の俳優。
福岡県出身。TOM company所属。

## 経歴
2007年、福岡大学商学部を卒業。24歳の頃、九州から上京する。
2015年、橋口亮輔監督の目に止まり、映画『恋人たち』の主演に抜擢。作品は第89回キネマ旬報ベスト・テンの日本映画第1位に輝き、自身も多くの新人賞を受賞した。

## 受賞歴
- 2016年 - 第89回キネマ旬報ベスト・テン - 新人男優賞（『恋人たち』）[6]
- 2016年 - 第30回高崎映画祭 - 優秀新進俳優賞（『恋人たち』）[7]
- 2016年 - 第39回日本アカデミー賞 - 新人俳優賞（『恋人たち』）[8]

## 出演

### 映画
- 誘拐ラプソディー（2010年、榊英雄監督）
- 神威-カムイ- ギャング・オブ・ライフ（2010年、浅生マサヒロ監督）
- KG カラテガール（2011年、木村好克監督）
- 横道世之介（2013年、沖田修一監督）
- ゼンタイ（2013年、橋口亮輔監督）
- 恋人たち（2015年、橋口亮輔監督） - 主演・篠塚アツシ 役
- 春なれや（2016年、外山文治 監督）[9]
- 獣道（2017年、内田英治監督）
- 彼女の人生は間違いじゃない (2017年、廣木隆一監督)
- 素敵なダイナマイトスキャンダル（2018年3月、冨永昌敬監督）
- ラブ×ドック（2018年5月、鈴木おさむ監督） - 権田健一 役
- 恋は雨上がりのように（2018年5月、永井聡監督）
- 菊とギロチン（2018年7月、瀬々敬久監督） - 定生 役
- 一人の息子（2018年7月、谷健二監督） - 三田村清太郎 役
- ある町の高い煙突（2019年6月、松村克弥監督）
- 風の電話（2020年1月24日、諏訪敦彦監督）
- #ハンド全力（2020年7月31日、松居大悟監督） - 吉牟田 役[10]
- ボクたちはみんな大人になれなかった（2021年11月5日、森義仁監督） - 七瀬俊彦 役
- 誰かの花 (2021年、奥田裕介監督) - 岡部聡 役
- ちょっと思い出しただけ（2022年2月11日公開、松居大悟監督）
- サバカン SABAKAN（2022年8月19日公開、金沢知樹監督）
- 渇水（2023年6月2日公開、髙橋正弥監督） - 大林 役[11]
- 658km、陽子の旅（2023年7月28日公開、熊切和嘉監督） - 水野隆太 役[12]
- リライト（2025年6月13日、松居大悟監督） - 石田章介 役[13][14]

### テレビドラマ
- 怪談新耳袋 庭の木（2010年、BS-TBS）
- PANIC IN（2015年、BSスカパー）
- この街の命に（2016年4月、WOWOW） - 木崎良太 役
- 真昼の悪魔（2017年2月 - 3月、東海テレビ・フジテレビ） - 芳賀明善 役
- フランケンシュタインの恋（2017年4月-6月、日本テレビ） - 宍喰丈 役
- 我が家の問題（2018年、NHK BSプレミアム）
- 居酒屋ぼったくり（2018年4月 - 6月、BS12トゥエルビ）- カンジ 役
- 宮本から君へ 第10話（2018年、テレビ東京） - 飯島保 役
- この世界の片隅に（2018年7月 - 、TBS） - 成瀬義明 役
- ルームロンダリング 第1話・第2話（2018年12月、MBS、TBS）
- トレース〜科捜研の男〜 第2話（2019年1月、フジテレビ） - 宮永渉 役
- 悪党〜加害者追跡調査〜 第2話（2019年5月、WOWOW）
- ラジエーションハウス〜放射線科の診断レポート～ 第7話（2019年5月、フジテレビ） - 蛭田志朗 役[15]
- 絶対零度〜未然犯罪潜入捜査〜 第1話（2020年1月6日、フジテレビ） - 藤倉尚也役
- アライブ がん専門医のカルテ 第7話（2020年2月20日、フジテレビ） - 武井健太 役
- ナイルパーチの女子会（2021年1月30日 - 3月20日、BSテレ東） - 丸尾賢介 役[16]
- #コールドゲーム（2021年6月6日 - 7月24日、東海テレビ・フジテレビ） - 黒崎謙吾 役[17]
- 『星新一の不思議な不思議な短編ドラマ』『ボッコちゃん』（2022年4月5日、NHK BS4K・BSプレミアム）[18]
- 今どきの若いモンは（2022年4月9日 - 5月28日、WOWOW） - 高良秀樹 役
- 連続ドラマW 0.5の男（2023年5月28日 - 6月25日、WOWOW） - 塩谷健太 役[19]
- OZU 〜小津安二郎が描いた物語〜 最終話「青春の夢いまいづこ」（2023年12月17日、WOWOW） - 山下 役[20]
- RoOT / ルート（2024年4月3日 - 、テレビ東京） - 小戸川 役[21][22]
- 僕達はまだその星の校則を知らない（2025年7月14日 - 、関西テレビ・フジテレビ） - 黒岩宗政 役[23]

### 配信ドラマ
- 会社は学校じゃねぇんだよ（2018年4月- 、AbemaTV） - 山野太一朗 役
- 恋は雨上がりのように〜ポケットの中の願いごと〜（2018年5月- 、GYAO!）
- 田中圭24時間テレビ（2018年12月15日・16日、AbemaSPECIAL2）[24]
- すじぼり（2019年6月、U-NEXT）

### CM
- 東京建物 「新人の心得」篇（2016年9月 - ）
- ゆうちょ銀行「あの人も、ゆうちゃん？」篇（2018年12月 - ）
- タクティー jms(ジェームス)「I'm My Car 〜もしもクルマと自分が入れ替わったら...？〜」（2019年2月 - ）

### 監督作品
- 始まりの風景（2013年） 第31回トリノ映画祭正式招待[25]、第16回ニッポンコネクション正式招待[26]、英題Sceneries of New Beginnings[27]

### 執筆
- 小説「椿象(かめむし）」第127回文學界新人賞最終候補
- 小説「ハナモコシの彼女」第128回文學界新人賞最終候補